# Sandtange
Sandtange ist ein Ortsteil der Gemeinde Hatten im niedersächsischen Landkreis Oldenburg.

## Geografie und Verkehrsanbindung
Der Ort liegt etwa viereinhalb Kilometer nordöstlich von Sandkrug. Im Nordosten wird er durch die direkt am Ort vorbeiführende A 28 begrenzt.  Der Ortsteil ist über die Buslinie 278 Haltestelle Sandtange Ossendamm zu erreichen.

## Geschichte
Am 31. Dezember 2015 hatte der Ort 54 Einwohner.

## Kultur und Aktivitäten
In Sandtange gibt es 2 Dorfplätze, das Sandtanger Waldeck und Ubbe Eck. Durch den Bau der nahen Autobahn ist 1974/75 der 4 Hektar große und 15 m tiefe Sandtanger Angelsee entstanden, welcher sich heute im Besitz des Fischereivereins Huntlosen befindet. Am 7. Oktober 2016 wurde der Hanomag Club Sandtange von 10 Oldtimer Treckerfreunden gegründet.
Ganz in der Nähe befinden sich der Flugplatz Oldenburg-Hatten und der Golfclub Hatten e.V.